# بارناگ
بارناگ (به مجاری: Barnag) یک شهرداری در مجارستان است که در ناحیه وسپرم واقع شده‌است. بارناگ ۱۲٫۰۱ کیلومتر مربع مساحت و ۱۱۰ نفر جمعیت دارد.